# Arcidiocesi di Maracaibo

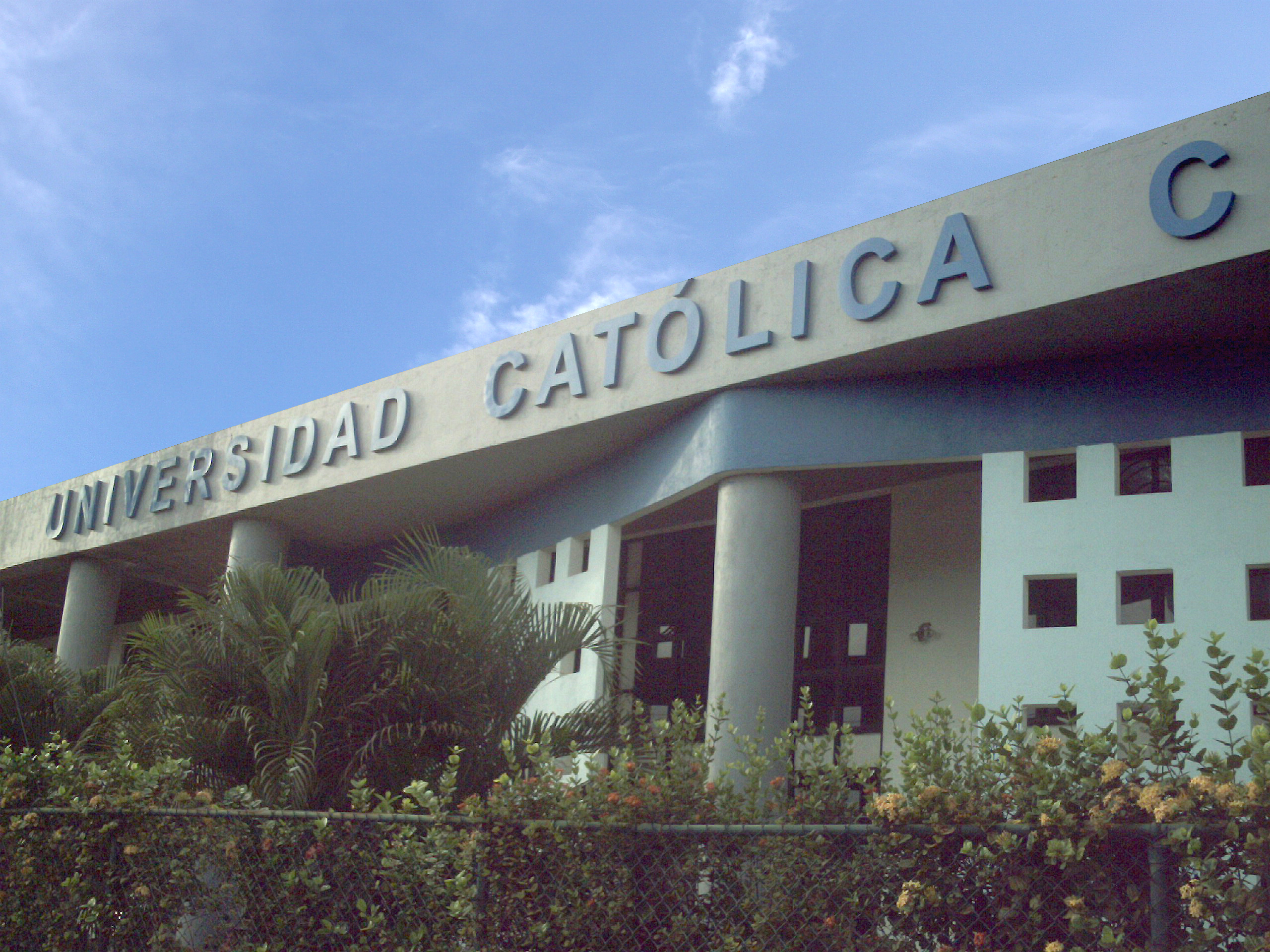
L'Università cattolica Cecilio Acosta, fondata nel 1983.

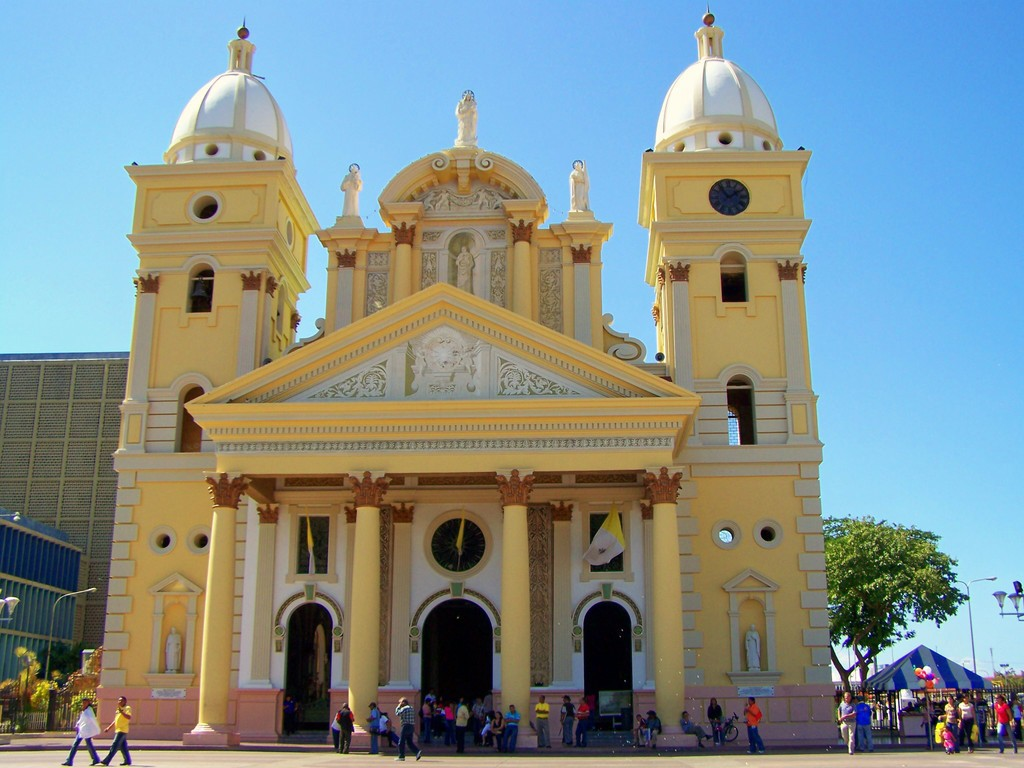
La basilica di Nostra Signora di Chiquinquirá.

L'arcidiocesi di Maracaibo (in latino Archidioecesis Maracaibensis) è una sede metropolitana della Chiesa cattolica in Venezuela. Nel 2021 contava 2.398.440 battezzati su 2.585.150 abitanti. È retta dall'arcivescovo José Luis Azuaje Ayala.

## Territorio
L'arcidiocesi si trova nella parte nord-occidentale dello stato venezuelano di Zulia e comprende 7 comuni: Almirante Padilla, Mara, Guajira (già Páez), Maracaibo, San Francisco, Jesús Enrique Lossada, La Cañada de Urdaneta.
Sede arcivescovile è la città di Maracaibo, capoluogo dello stato, dove si trova la cattedrale dei Santi Pietro e Paolo. Nella stessa città si trova pure la basilica di Nostra Signora di Chiquinquirá, chiamata popolarmente La Chinita.
Il territorio si estende su 12.319 km² ed è suddiviso in 73 parrocchie.

### Provincia ecclesiastica
La provincia ecclesiastica di Maracaibo, istituita nel 1966, comprende 3 suffraganee:
- la diocesi di Machiques, eretta come vicariato apostolico nel 1943, elevato al rango di diocesi nel 2011;
- la diocesi di Cabimas, eretta nel 1965;
- la diocesi di El Vigía-San Carlos del Zulia, eretta nel 1994.

## Storia
Papa Leone XIII eresse la diocesi di Zulia il 28 luglio 1897 con la bolla Supremum catholicam, ricavandone il territorio dalla diocesi di Mérida (oggi arcidiocesi).
Originariamente suffraganea dell'arcidiocesi di Caracas, l'11 giugno 1923 entrò a far parte della provincia ecclesiastica di Mérida.
Il 26 maggio 1943 cedette una porzione del suo territorio a vantaggio dell'erezione del vicariato apostolico di Machiques (oggi diocesi).
Il 2 gennaio 1953 la diocesi assunse il nome di diocesi di Maracaibo, in forza del decreto Apostolicis sub plumbo Litteris della Congregazione Concistoriale.
Il 23 luglio 1965 cedette un'altra porzione di territorio a vantaggio dell'erezione della diocesi di Cabimas.
Il 30 aprile 1966 è stata elevata al rango di arcidiocesi metropolitana con la bolla Regimine suscepto di papa Paolo VI.
Nel 1983 a Maracaibo è stata fondata l'Università cattolica Cecilio Acosta.
Il 7 luglio 1994 ha ceduto un'ulteriore porzione di territorio a vantaggio dell'erezione della diocesi di El Vigía-San Carlos del Zulia.

## Cronotassi dei vescovi
Si omettono i periodi di sede vacante non superiori ai 2 anni o non storicamente accertati.
- Francisco Marvez † (21 ottobre 1897 - 17 dicembre 1904 deceduto)
  - Sede vacante (1904-1910)
- Arturo Celestino Álvarez † (16 agosto 1910 - 18 dicembre 1919 nominato vescovo coadiutore di Calabozo[3])
- Marcos Sergio Godoy † (8 marzo 1920 - 21 ottobre 1957 deceduto)
- José Rafael Pulido Méndez † (21 giugno 1958 - 16 gennaio 1961 nominato vescovo coadiutore di Mérida[4])
- Domingo Roa Pérez † (16 gennaio 1961 - 23 dicembre 1992 ritirato)
- Ramón Ovidio Pérez Morales (23 dicembre 1992 - 5 giugno 1999 nominato arcivescovo, titolo personale, di Los Teques)[5]
- Ubaldo Ramón Santana Sequera, F.M.I. (11 novembre 2000 - 24 maggio 2018 ritirato)
- José Luis Azuaje Ayala, dal 24 maggio 2018

## Statistiche
L'arcidiocesi nel 2021 su una popolazione di 2.585.150 persone contava 2.398.440 battezzati, corrispondenti al 92,8% del totale.
| anno | popolazione | popolazione | popolazione | presbiteri | presbiteri | presbiteri | presbiteri                | diaconi | religiosi | religiosi | parrocchie |
| anno | battezzati  | totale      | %           | numero     | secolari   | regolari   | battezzati per presbitero | diaconi | uomini    | donne     | parrocchie |
| ---- | ----------- | ----------- | ----------- | ---------- | ---------- | ---------- | ------------------------- | ------- | --------- | --------- | ---------- |
| 1949 | 286.000     | 290.000     | 98,6        | 49         | 29         | 20         | 5.836                     |         | 34        | 150       | 21         |
| 1966 | 620.000     | 650.000     | 95,4        | 132        | 44         | 88         | 4.696                     |         | 120       | 318       | 31         |
| 1970 | 760.000     | 800.000     | 95,0        | 142        | 48         | 94         | 5.352                     |         | 141       | 320       | 43         |
| 1976 | 950.000     | 1.100.000   | 86,4        | 111        | 35         | 76         | 8.558                     |         | 104       | 178       | 50         |
| 1980 | 815.000     | 865.000     | 94,2        | 120        | 36         | 84         | 6.791                     |         | 98        | 300       | 51         |
| 1990 | 1.415.000   | 1.505.000   | 94,0        | 125        | 45         | 80         | 11.320                    |         | 92        | 295       | 55         |
| 1999 | 1.747.000   | 2.083.785   | 83,8        | 142        | 79         | 63         | 12.302                    | 4       | 92        | 296       | 60         |
| 2000 | 1.785.000   | 2.100.000   | 85,0        | 130        | 69         | 61         | 13.730                    | 4       | 91        | 300       | 60         |
| 2001 | 1.785.000   | 2.100.000   | 85,0        | 133        | 72         | 61         | 13.421                    | 4       | 91        | 300       | 60         |
| 2002 | 1.785.000   | 2.100.000   | 85,0        | 136        | 75         | 61         | 13.125                    | 4       | 91        | 300       | 60         |
| 2003 | 1.625.415   | 1.888.000   | 86,1        | 128        | 73         | 55         | 12.698                    | 4       | 83        | 273       | 66         |
| 2004 | 1.863.690   | 2.006.757   | 92,9        | 121        | 71         | 50         | 15.402                    | 7       | 71        | 275       | 65         |
| 2013 | 2.161.000   | 2.329.000   | 92,8        | 123        | 65         | 58         | 17.569                    | 20      | 72        | 204       | 64         |
| 2016 | 2.252.454   | 2.427.826   | 92,8        | 121        | 90         | 31         | 18.615                    | 19      | 47        | 208       | 68         |
| 2019 | 2.340.800   | 2.523.100   | 92,8        | 111        | 85         | 26         | 21.088                    | 27      | 33        | 90        | 69         |
| 2021 | 2.398.440   | 2.585.150   | 92,8        | 87         | 71         | 16         | 27.568                    | 12      | 20        | 90        | 73         |